# لیزارد لیک (کارولینای شمالی)
لیزارد لیک (به انگلیسی: Lizard Lick) یک منطقهٔ مسکونی در ایالات متحده آمریکا است که در شهرستان ویک، کارولینای شمالی واقع شده‌است. لیزارد لیک ۱۰۱ متر بالاتر از سطح دریا واقع شده‌است.